# Aerodinamički otpor
U mehanici fluida, aerodinamički otpor (ponekad nazvan otpor zraka ili otpor tekućine) - je sila koja djeluje suprotno od relativnog smjera tijela koje se kreće okružen nekim fluidom. Ova pojava može postojati između dva sloja tekućine ili tekućine i čvrste površine. Za razliku od drugih sila otpora, kao što su suho trenje (koje gotovo ne ovisi o brzini), aerodinamički otpor ovisi o brzini.
Sila otpora je proporcionalna brzini za laminarno strujanje i kvadratu brzine za turbulentno strujanje. Iako je glavni razlog otpora viskozno trenje, otpor turbulentnog strujanja je neovisan od viskoznosti.

## Primjeri aerodinamičkog otpora
Primjeri aerodinamičkog otpora se pojavljuju u slučajevima:
1.) Kada rezultantna komponenta aerodinamičke ili hidrodinamičke sile djeluje suprotno od smjera kretanja objekata koji se kreću relativno s obzirom na Zemlju (automobili, zrakoplovi, trupovi brodova...)
2.) Kada ta ista rezultantna komponenta djeluje u istom geografskom smjeru kao objekt (jedra na brodovima)
3.) Viskozno strujanje fluida u cijevi, kada sila otpora na fiksiranu cijevi smanjuje brzinu fluida relativnu na tu cijev. 

## Vrste aerodinamičkog otpora
Vrste otpora obično se dijele na sljedeće kategorije:
- Parazitski otpor, koji se sastoji od
  - otpor oblika
  - otpor površinskog trenja
  - interferirajućeg otpora
- Otpor induciran uzgonom
- Valni otpor (aerodinamika) i otpor valova (brodska hidrodinamika).

U letu, aerodinamički otpor induciran uzgonom je rezultat potrebe za održavanjem uzgonske sile, kako bi zrakoplov mogao zadržati visinu leta. Veći je na nižim visinama kada je potreban veći napadni kut krila. Što je brzina zrakoplova veća inducirani otpor je manji, no parazitski otpor je veći jer s ubrzanjem nastaje i jača udarna sila fluida, a i sam fluid se većom brzinom giba uz površine tijela ( u ovom slučaju krila zrakoplova). Daljnje povećanje brzine do transoničnih i supersoničnih režima povećava utjecaj valnog aerodinamičkog otpora. Svaka od ovih komponenta totalnog aerodinamičkog otpora mijenja se u odnosu prema drugima s obzirom na brzinu.

## Parazitski otpor
Parazitski otpor je rezultat kretanja nekog tijela kroz fluid.
Pojam parazitski otpor je najčešće korišten u aerodinamici, jer je na krilima aerodinamički otpor generalno mali u usporedbi s uzgonom. No za strujanje fluida oko tromih tijela aerodinamički otpor je dominantan pa je o njemu besmisleno govoriti kao o parazitskom otporu. Stoga se otpor radi oblika, trenje na stijenci i interferirajući otpor kod strujanja fluida oko tromog tijela direktno uzimaju kao komponente totalnog aerodinamičkog otpora a ne kao komponente parazitskog otpora.

### Otpor oblika
Ovakav tip aerodinamičkog otpora nastaje radi oblika tijela koji se nalazi na putu strujnica fluida. Veličina i oblik su najbitniji faktori ovog otpora; na tijelima s većom poprečnom površinom stvarat će se veća sila s otpora, nego na tankim tijelima s većom uzdužnom površinom. Otpor je propocionalan relativnoj brzini tijela.

### Otpor površinskog trenja
Nastaje radi trenja fluida o stijenku tijela koje se kreće kroz taj fluid. Ovakav otpor je direktno povezan s oplakanom površinom tijela. Kao i ostale komponente parazitskog otpora proporcionalan je brzini ili kvadratu brzine (ovisno radi li se o laminarnom ili turbulentnom strujanju).
Uzrokovan je radi viskoznog otpora fluida na graničnom sloju površine tijela. Granični sloj na početku površine tijela je obično laminaran i tanak, a što je bliži kraju postaje turbulentan i deblji. Točka prelaska laminarnog strujanja u turbulentno ovisi o obliku tijela.

### Interferirajući otpor
Nastaje kada protok zraka oko jedne komponente tijela zauzima isti prostor kao protok zraka oko druge komponente tijela (npr. krilo i trup zrakoplova). Na križanju tih dviju komponenti protoci imaju manje fizičke površine preko koje mogu strujati što rezultira miješanjem protoka i stvaranjem lokaliziranog udarnog vala. Radi udarnog vala rezultirajući aerodinamički otpor je veći nego suma individualnih otpora proizvedenih na spomenutim komponentama. Najčešće pojave ovog otpora su na zrakoplovima na prijelazima krilo/trup, trup/motor, krilo/motor, horizontalni/vertikalni stabilizatori na repu. Otpor se ne može spriječiti no može se minimalizirati koristeći zaobljene prijelaze između ovih komponenti.

## Otpor induciran uzgonom
U aerodinamici otpor induciran uzognom je aerodinamička sila otpora koja nastaje kadgod gibajuće tijelo preusmjerava protok zraka koji nastrujava na njega. Pojava je tipična na krilima zrakoplova, a proporcionalna je napdnom kutu krila.

## Valni otpor
U aeronautici valni otpor je komponenta aerodinamičkog otpora koja se pojavljuje na krilima i trupu zrakoplova ili na vrhovima lopatica propelera i projektila dok se isti gibaju pri transoničnim ili supersoničnim brzinama zbog prisutnosti udarnih valova. Valni otpor je ne ovisi o viskoznosti i obično se pojavljuje kao naglo i intenzivno povećanje otpora dok se tijelo približava kritičnom Machovom broju. Koncept zvučnog zida je izravna posljedica intenzivnih i naglih povećanja valnog otpora.
Niz novih tehnika razvijenih tijekom i neposredno nakon Drugog svjetskog rata doveli su do drastičnog smanjenja veličine valnog otpora, a do ranih 1950-ih najnoviji borbeni zrakoplov mogli su doći do nadzvučnih brzina. Često rješenje problema valnog otpora je bilo korištenje strijela krila.

## Opća formula
Otpor ovisi o svojstvima fluida i o veličini, obliku i brzini tijela. Jedan način da se izrazi je pomoću jednadžbe otpora:
{\displaystyle F_{D}={\frac {1}{2}}\rho v^{2}C_{D}A}
gdje je:
{\displaystyle F_{D}} sila otpora
{\displaystyle \rho } gustoća fluida
{\displaystyle v} relativna brzina gibanja tijela u fluidu
{\displaystyle C_{D}} koeficijent aerodinamičkog otpora (broj bez jedinice)
{\displaystyle A} površina poprečnog presjeka tijela.
Koeficijent aerodinamičkog otpora ovisi o obliku tijela i Reynoldsovom broju.
Reynoldsov broj se računa pomoću formule
{\displaystyle R_{e}={\frac {vD}{\nu }}}
gdje je {\displaystyle D} karakteristični promjer ili linearna dimenzija, a {\displaystyle \nu } kinematička viskoznost fluida. Pri niskim vrijednostima {\displaystyle R_{e}} koeficijent otpora ( {\displaystyle C_{D}}) je proporcionalan brzini dok je pri visokim vrijednostima {\displaystyle R_{e}} koeficijent otpora relativno konstantan.

### Snaga
Snaga potrebna da se svlada aerodinamički otpor zadana je jednadžbom:
{\displaystyle P=F_{D}\cdot v={\frac {1}{2}}\rho v^{3}C_{D}A}
Snaga potrebna da tijelo svlada otpor fluida se povećava s kubom brzine. Auto koje se vozi autocestom pri 80 km/h će trebati oko 10 konjskih snaga (7.5 kW) da svlada aerodinamički otpor zraka, no isti auto pri brzini od 160 km/h će trebati oko 80 konjskih snaga (60 kW). Ako brzini povećamo 2 puta sila otpora će se povećati 4 puta, a snaga 8.